# Acacia acrionastes
Acacia acrionastes är en ärtväxtart som beskrevs av Leslie Pedley. Acacia acrionastes ingår i släktet akacior, och familjen ärtväxter. Inga underarter finns listade i Catalogue of Life.